# Abtei Muri-Gries

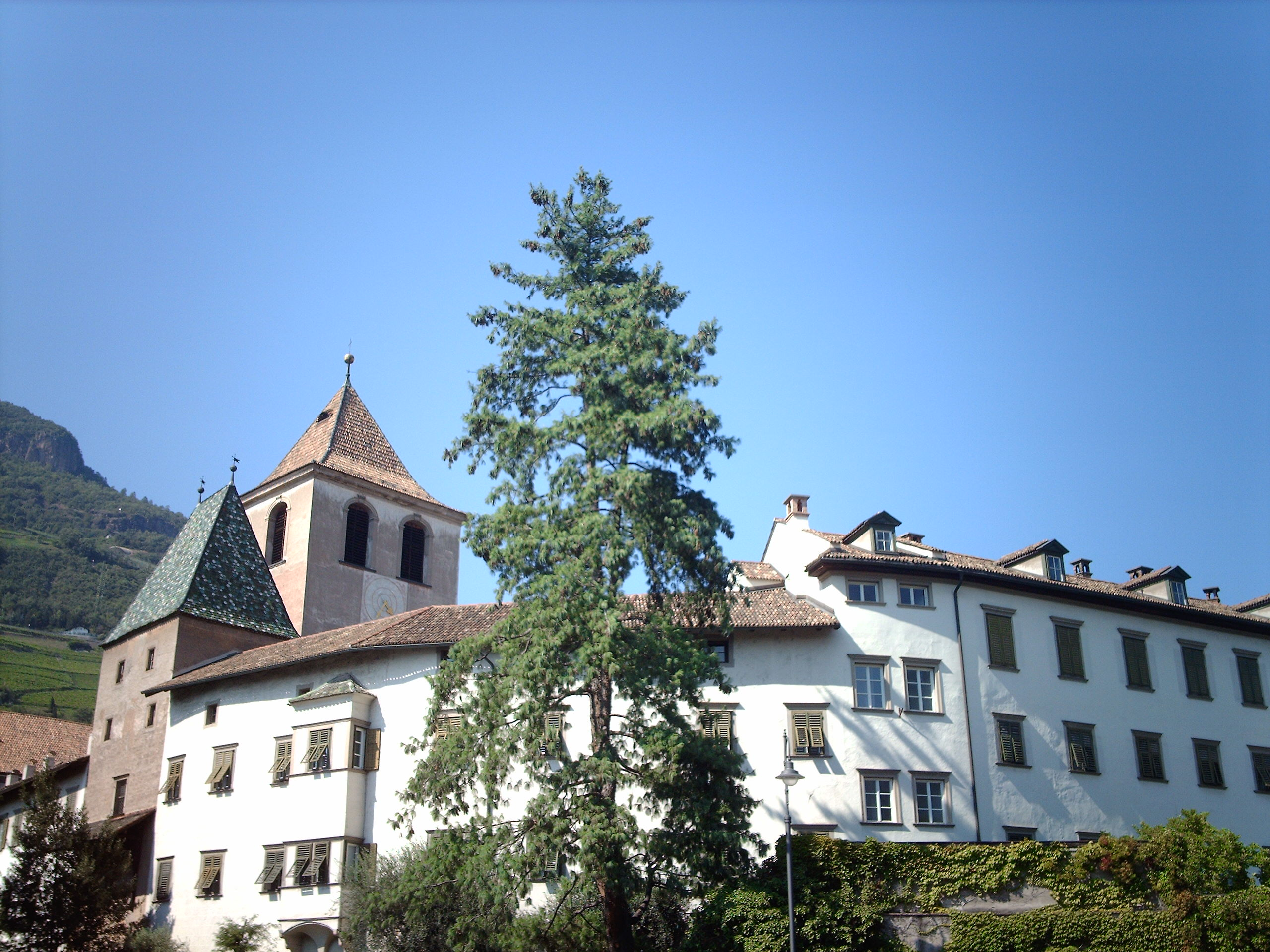
Kloster Muri-Gries

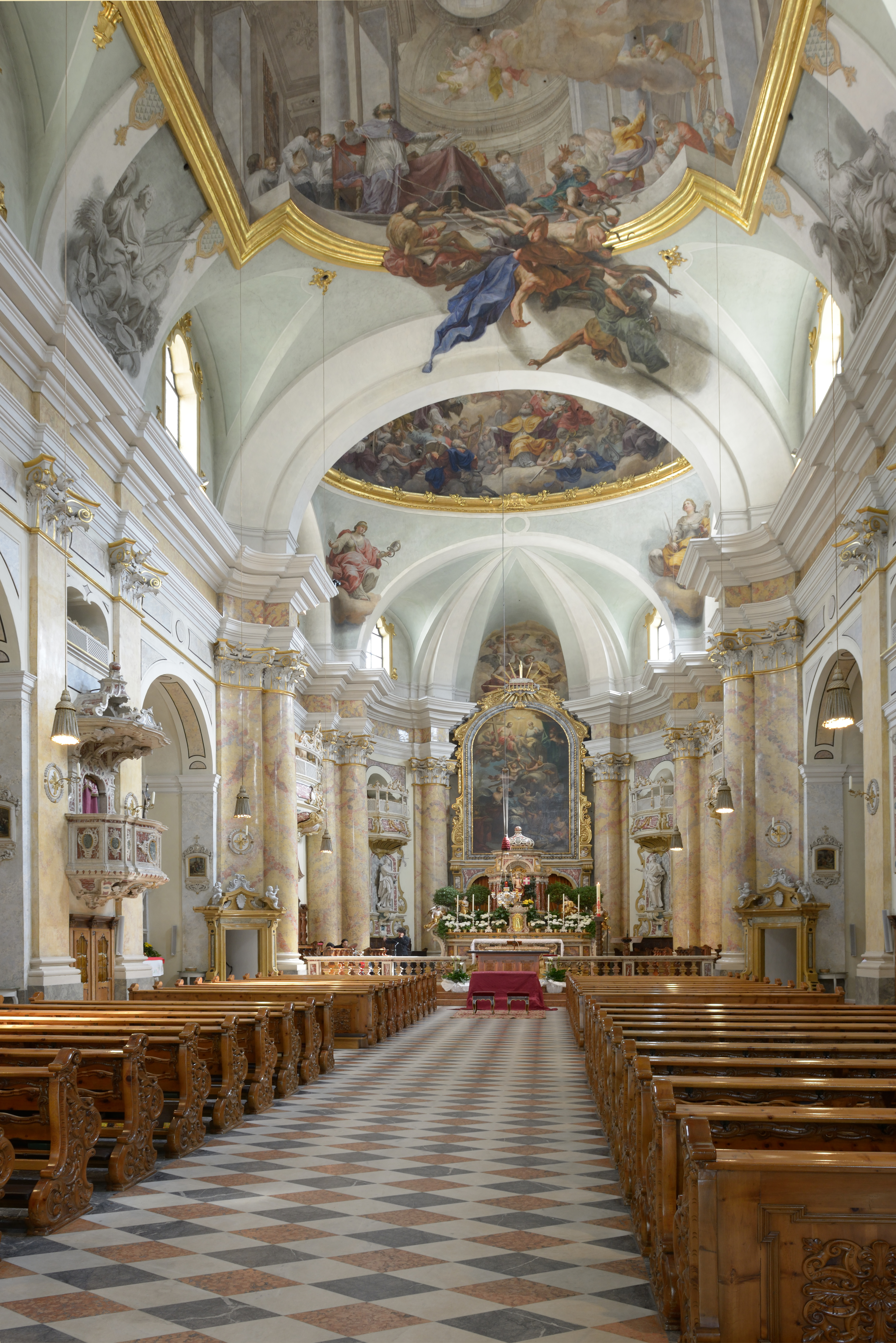
Inneres der Stiftskirche

Die Abtei Muri-Gries ist eine Südtiroler Benediktinerabtei mit Sitz im Bozener Stadtteil Gries-Quirein am Grieser Platz. Sie wurde 1845 durch Ordensbrüder gegründet, die aus dem vier Jahre zuvor aufgehobenen Kloster Muri stammten. Aus diesem Grund ist die Abtei Mitglied der Schweizerischen Benediktinerkongregation. Die Klostergebäude, aus einer Burg heraus entstanden, beherbergten zuvor vom frühen 15. Jahrhundert bis zu dessen Aufhebung im Jahr 1807 ein Augustiner-Chorherrenstift. 1977 wurde die Anlage unter Denkmalschutz gestellt.

## Geschichte

### Chorherrenstift Au bzw. Gries

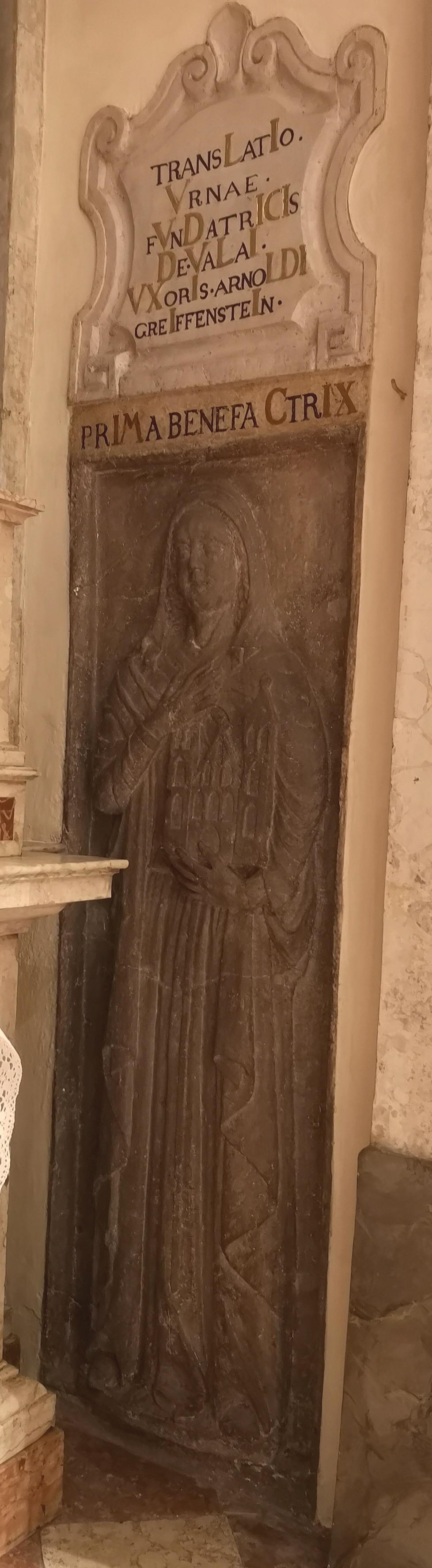
Grabplatte Mathildes von Valley in der rechten Seitenkapelle der Stiftskirche Gries, frühes 15. Jh.

Um 1160 stifteten Gräfin Mathilde von Valley und ihr Ehemann Graf Arnold III. von Morit-Greifenstein ein Kanonikerstift in Bozen. Es lag in der Au (heute im Stadtviertel Don Bosco-Neugries) und wurde mit Augustiner-Chorherren besetzt. 1166 wird die Neugründung als „in loco Howe“ und 1174 als „in Owe“ (woraus der lateinische Name in Augia oder Augea entstand) in kaiserlichen und päpstlichen Bestätigungen urkundlich erstmals genannt. Der Standort in den Eisackauen war nicht ideal, da es häufig zu Überschwemmungen kam. Eine besonders verheerende Überflutung zwang die Chorherren 1405 dazu, die Anlage aufzugeben; heute bestehen von ihr nur mehr die Grundmauern der Stiftskirche. Herzog Leopold IV. von Habsburg übertrug schenkungshalber 1406 den Chorherren als Ersatz die Burg Gries. Diese war zwischen 1253/66 und 1276 von Meinhard II. von Tirol errichtet worden und 1363 in den Besitz der Habsburger gelangt.
Neben der ehemaligen Burg entstand bis 1416 durch Zubau die Stiftskirche St. Augustin, den Innenhof der Burg baute man zu einem Kreuzgang aus. Von 1768 bis 1770 wurde die Stiftskirche nach Plänen des Architekten Antonio Giuseppe Sartori im spätbarocken Stil neu erbaut, mit Fresken von Martin Knoller. Aus finanziellen Gründen musste die Ausstattung der Kirche mehrmals unterbrochen werden. Die josephinischen Reformen setzten das Stift zusätzlich unter Druck.
Als Folge des Friedens von Pressburg kam Tirol 1805 an Bayern. Die bayerische Regierung erklärte das Grieser Stift im September 1807 für aufgehoben. Um den Verkauf der Güter zu erschweren, unterzeichnete Propst Augustin Nagele einen Pachtvertrag. Der Friede von Schönbrunn, mit dem das Gebiet um Bozen 1809 vorübergehend an das Königreich Italien gelangte, hatte erneut die Aufhebung des Stifts zur Folge. Mehrere Wiederherstellungsgesuche der Ordensbrüder blieben wirkungslos.

### Benediktinerstift Muri-Gries

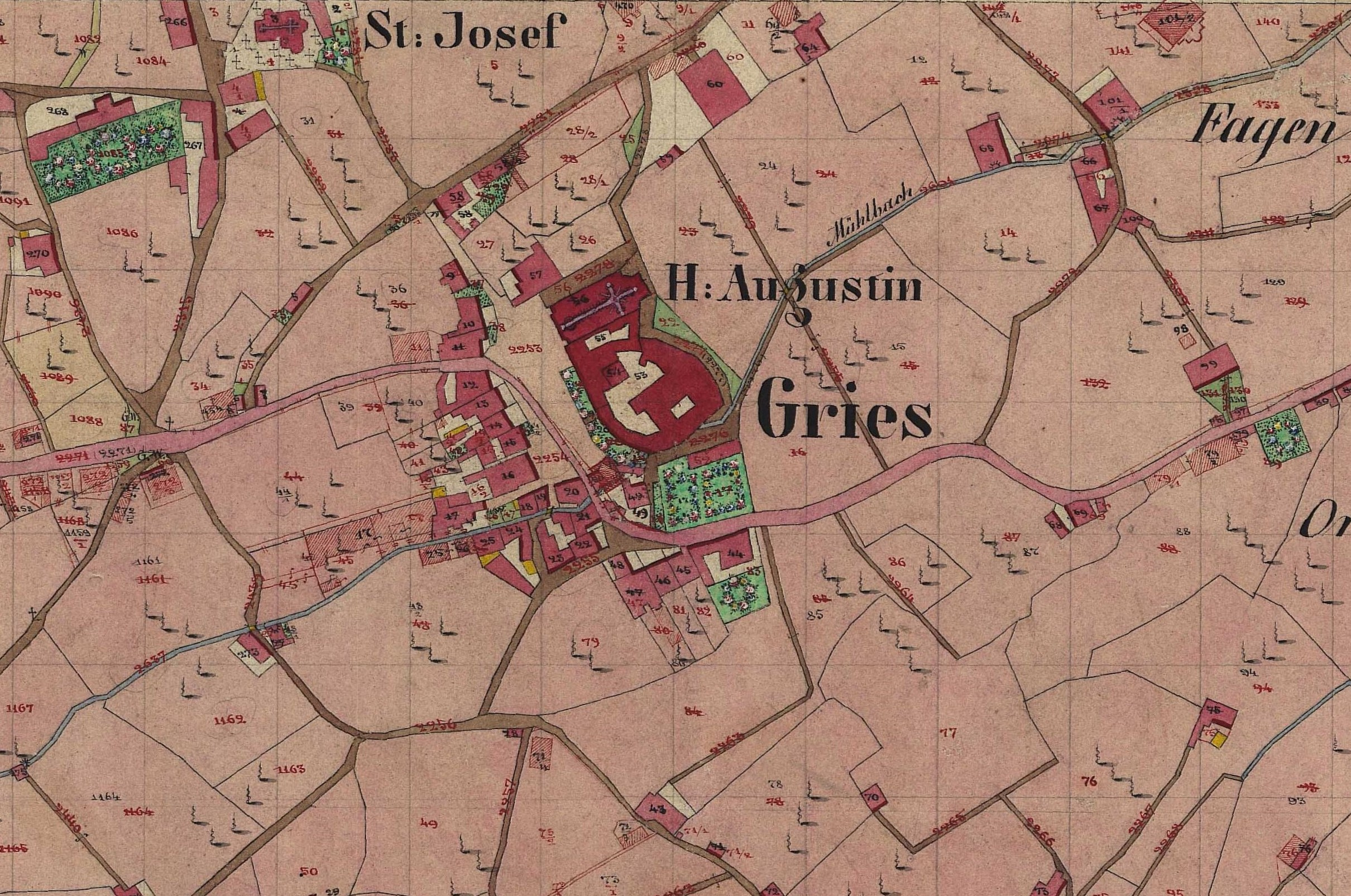
Ausschnitt der Katastralmappe Gries von 1858, mit der um die Abtei gruppierten Grieser Ortsmitte

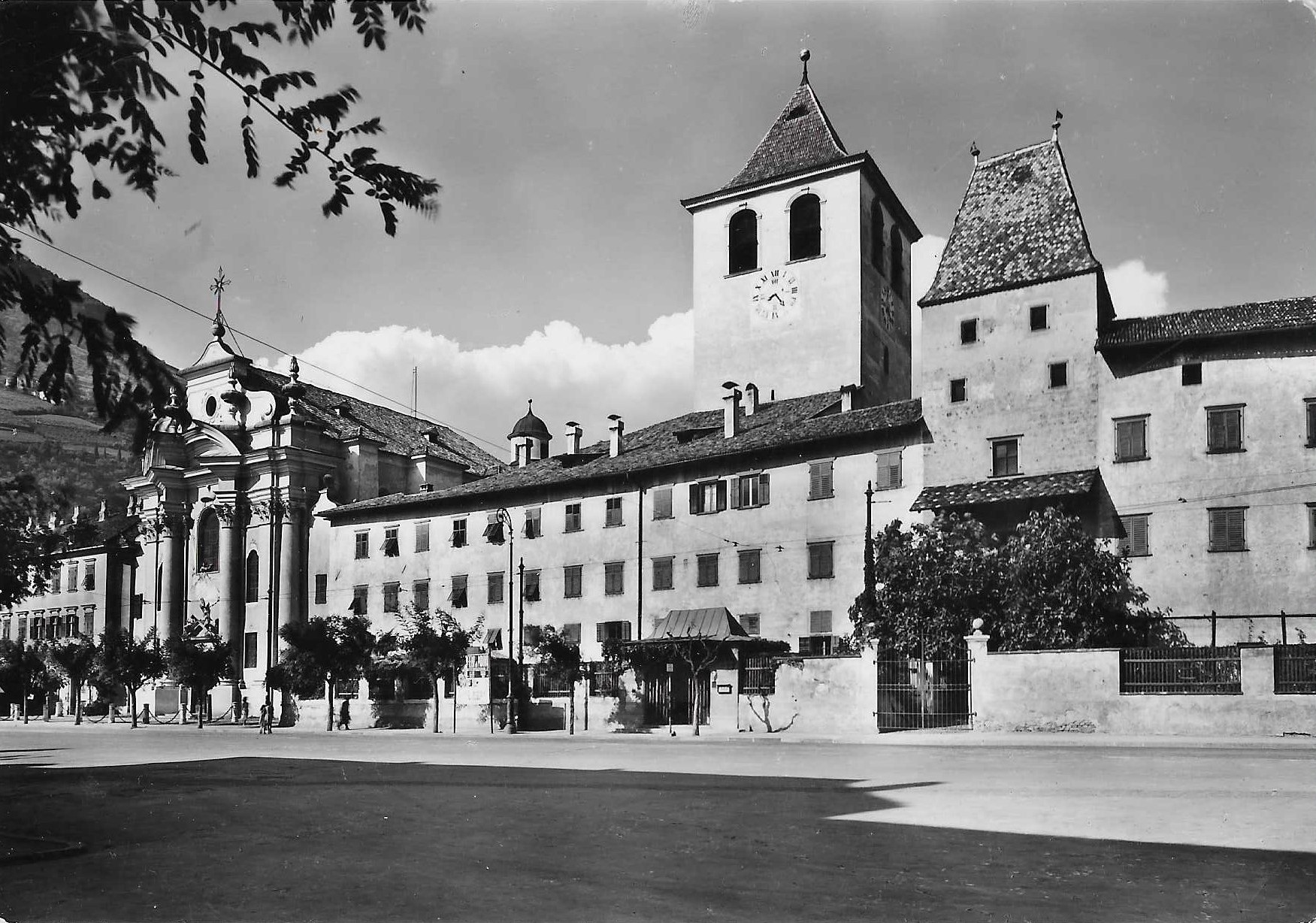
Kloster um 1950

1841 wurde das Kloster Muri, eine Abtei der Benediktiner in der Schweiz, infolge des Aargauer Klosterstreits aufgelöst. Daraufhin mussten Abt Adalbert Regli, die 28 Priestermönche und acht Laienbrüder die Klostergebäude des Kantons Aargau sowie die im 11. Jahrhundert von den Habsburgern gegründete Abtei in Muri verlassen. Die vertriebenen Muri-Mönche konnten vorübergehend Unterkunft finden in den inkorporierten Pfarreien, in den Klöstern Einsiedeln und Engelberg, bei Verwandten, im Uttingerhof am Zuger See und vor allem in der Lateinschule Kollegium Sarnen, um dort zu unterrichten. Im Auftrag der Kantonsregierung übernahmen die Muri-Mönche im November 1841 die Leitung dieser früheren Jesuitenschule. Von hier aus pflegte Abt Adalbert jahrelang intensive Verhandlungen mit Kaiser Ferdinand von Österreich und dessen Beratern Fürst Metternich, Staatsrat Jüstel und Joseph Freiherr von Werner wegen der vorläufigen Übersiedlung in das aufgehobene Augustinerchorherrenstift Gries bei Bozen. Vor allem Klemens Wenzel Lothar von Metternich, der österreichische Staatskanzler, setzte sich für die Wiederherstellung der über Jahrzehnte leerstehenden Abtei ein. Proteste und Drohungen an die Tagsatzung und an die Regierung des Kantons Aargau blieben jedoch wirkungslos.
Nachdem Metternich Abt Adalbert Regli dieses Angebot gemacht hatte, reiste dieser im Oktober 1843 erstmals nach Gries, um die Anlage zu besichtigten. Bald darauf wurde mit den Verhandlungen begonnen. Die ersten Ordensbrüder aus Muri trafen am 24. Juni 1845 in Gries ein und begründeten die Abtei Muri-Gries. Sie ist weiterhin Mitglied der Schweizerischen Benediktinerkongregation und rechtlich gesehen ein Priorat von Muri. Neben der Stiftskirche wurde ein Lehrerseminar eröffnet. Vier Jahre nachdem Südtirol an Italien gelangt war, schloss die faschistische Regierung 1923 das Seminar wieder. Während der deutschen Besetzung Südtirols 1943–1945 waren Einheiten der Wehrmacht im Stift einquartiert, unter ihnen der Deutsche Luftschutz Bozen. In dem Gebäude existierte bis 1926 und wieder von 1947 bis 1962 eine landwirtschaftliche Schule. 1977 erfolgte die Renovierung der Stiftskirche.
Heute unterhält die Benediktinerabtei Muri-Gries neben dem Kloster in Bozen-Gries auch ein Priorat in Sarnen und seit 1960 wieder ein Hospiz in Muri, darüber hinaus betreut sie mehrere Pfarreien.

## Stiftskirche

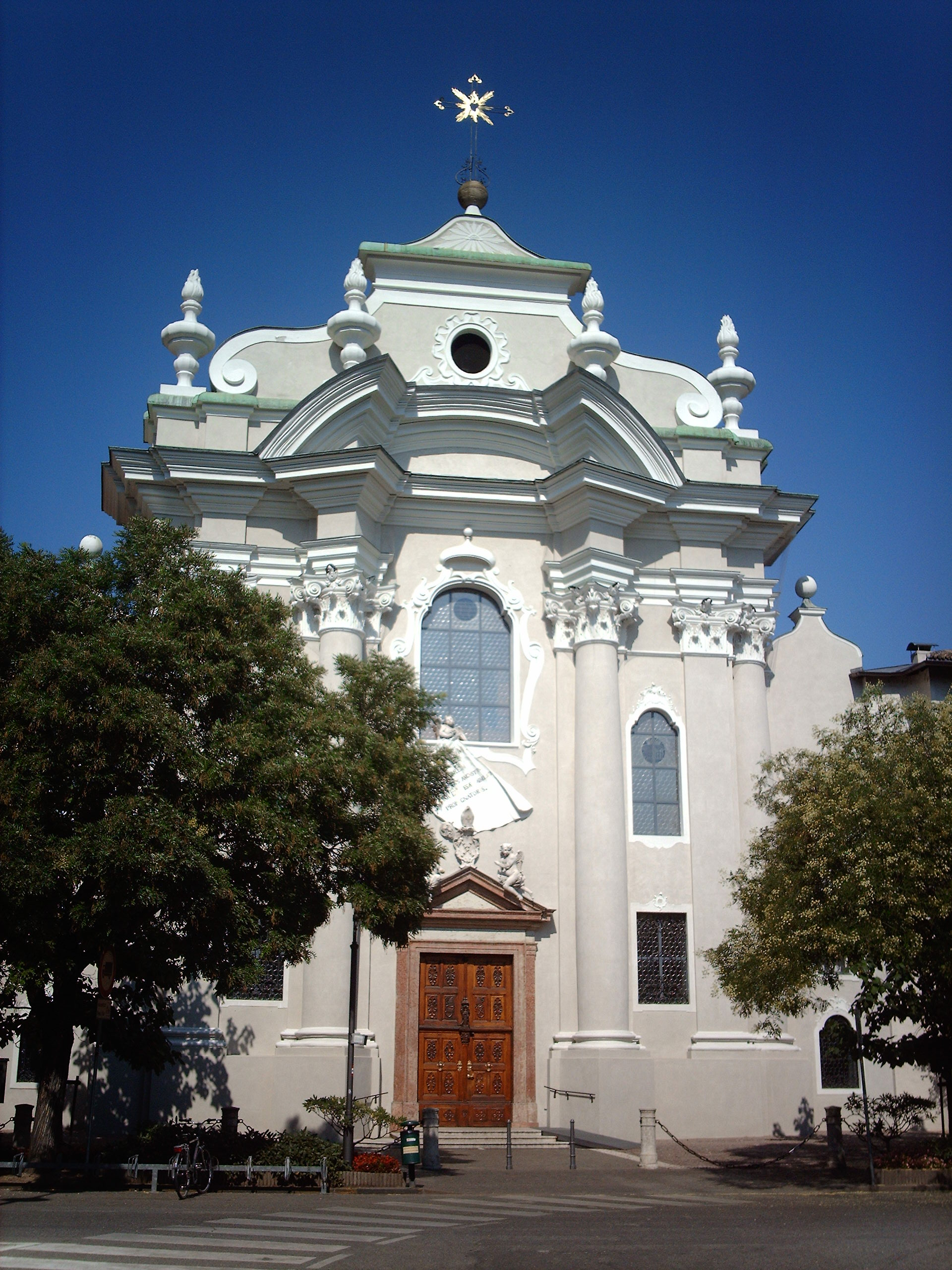
Stiftskirche

### Fassade
Die Stiftskirche ist dem hl. Augustinus geweiht und wurde nach Plänen von Antonio Giuseppe Sartori 1769–1771 errichtet. Die schwungvoll gerundete, vertikal ausgerichtete Fassade misst mitsamt dem Kreuz nicht ganz 25 Meter in der Höhe. Sie liegt am ehemaligen Dorfplatz von Gries. Auf hohen Sockeln erheben sich mächtige Halbsäulen mit korinthischen Kapitellen, über denen ein gekrümmter und gesprengter Architrav-Aufbau die Fassade abschließt. Über dem Portal aus rotem Marmor, dessen 1867 eingesetzte Türflügel den hl. Benedikt und Wappen zeigen, ist das Wappen des Chorherrenstiftes Gries flankiert von zwei Engeln zu sehen. Ein auf dem mittleren Fenster der Fassade sitzender Engel rollt eine Widmungsschrift aus, auf der in lateinischer Sprache dem höchsten, besten Gott zu lesen ist.

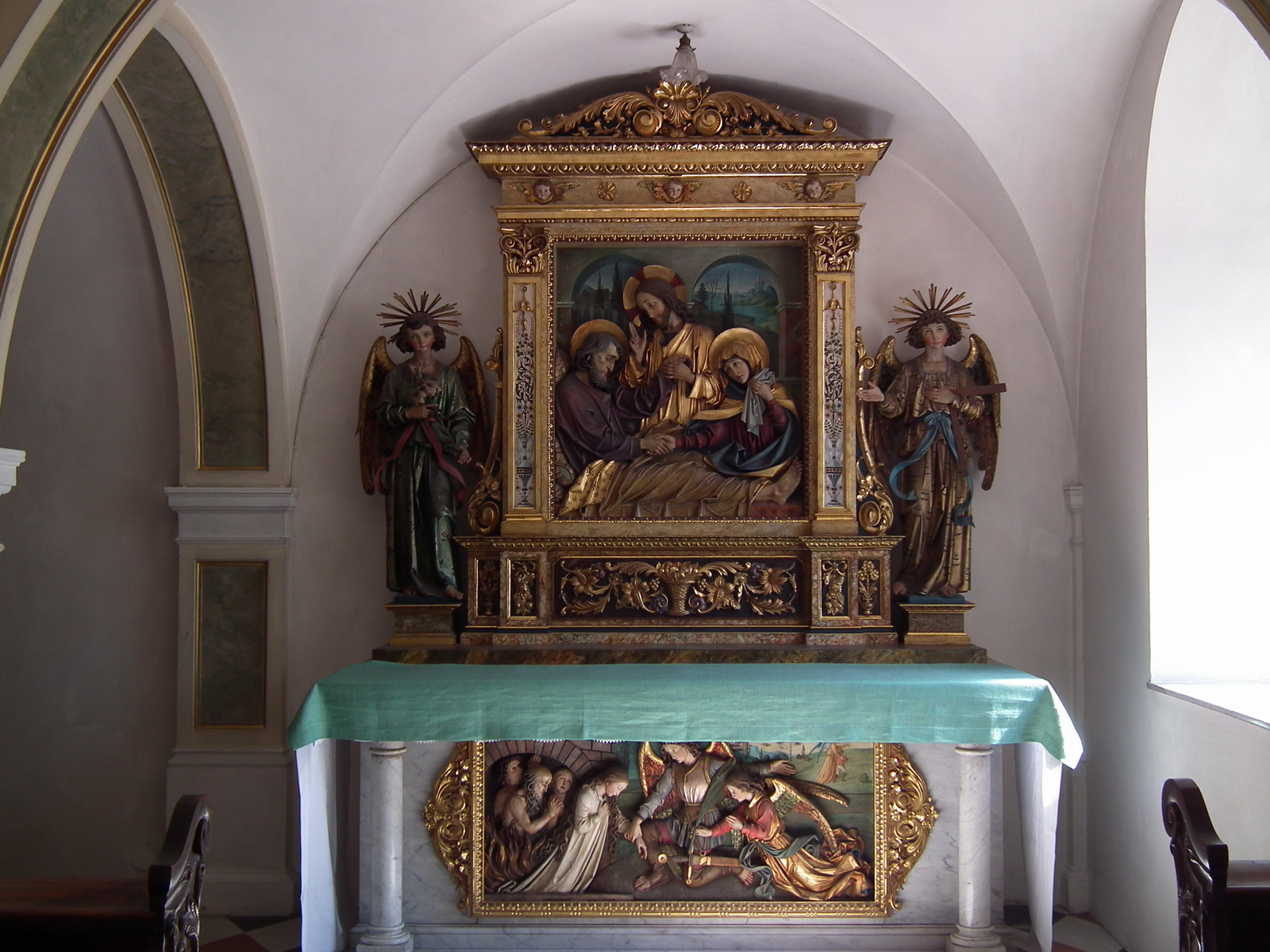
Altar mit Tod des hl. Josef von Josef Bachlechner, Atrium (ostseitig)

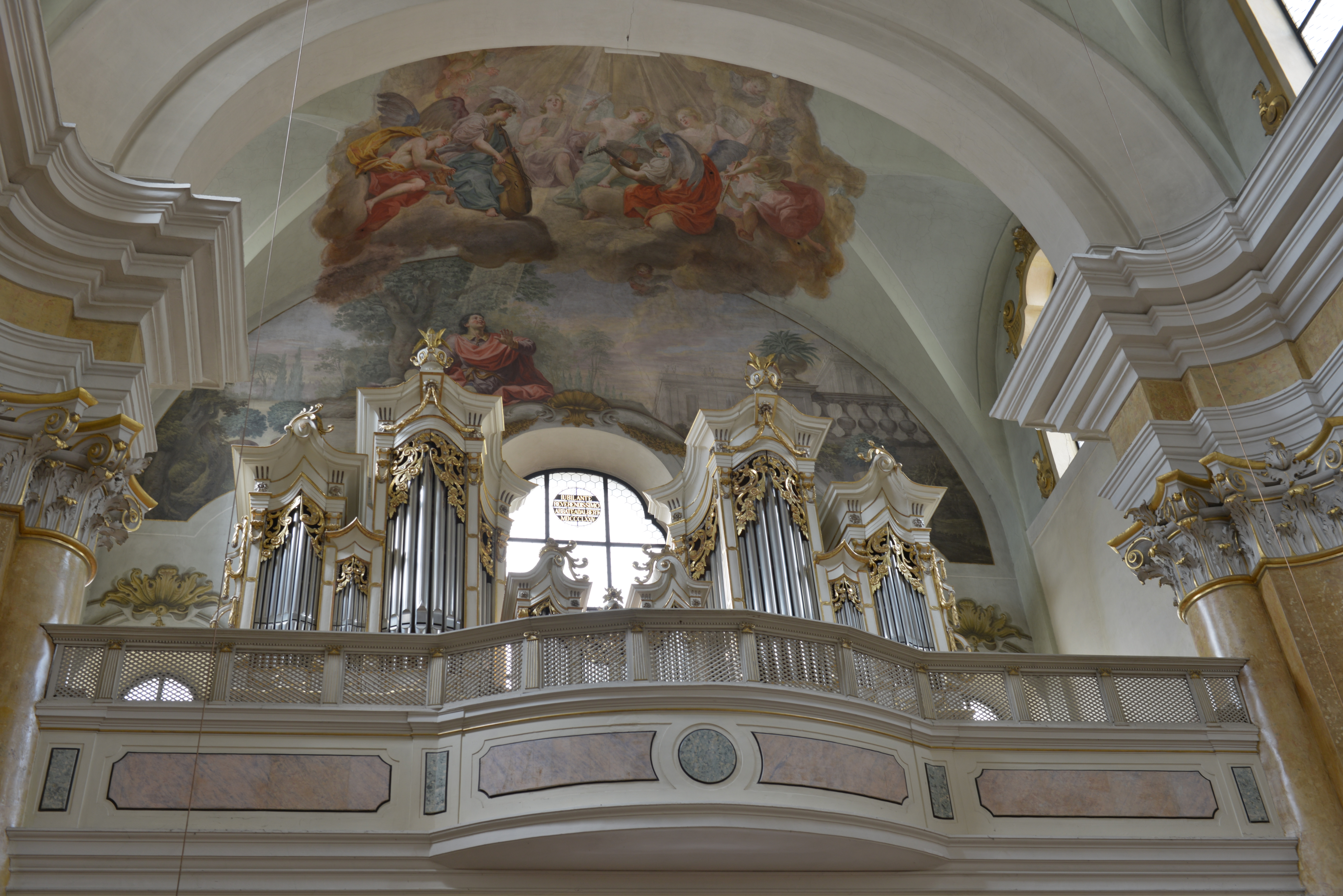
Orgel und Orgelchor

### Eingangsbereich
Der flach gedeckte Eingangsbereich wird vom Kirchenschiff durch ein mit Blumen, Vasen und Vögeln geschmücktes schmiedeeisernes Gitter abgetrennt, das aus der Klosterkirche der Cölestinerinnen stammt. Die Seitenkapellen wurden 1906 errichtet. In ihnen befinden sich links die Altäre mit den Figurengruppen Christus am Kreuz und rechts mit dem Tod des hl. Josef, die beide 1908 von Josef Bachlechner im neugotischen Stil geschnitzt wurden. Die Altäre selbst sind dem Renaissancestil nachgebildet. Weitere Werke Bachlechners befinden sich in den Bogennischen über den Eingängen und als Aufsatz am Taufstein. Die barocken Weihwasserbecken und die Kniebänke wurden aus dem Dominikanerkloster in Bozen hierher versetzt.

### Orgelchor
Am Orgelchor über dem Eingangsbereich befand sich ursprünglich ein Instrument des Orgelbauers Johann Anton Fuchs aus Innsbruck von 1787/88. Der hölzerne Orgelkasten ist noch erhalten und wurde vom Tischler Joseph Zangl aus Steinach am Brenner geschaffen. Die klassizistischen Dekorationen bestehen aus Rosetten und Blumenvasen. Die Vergoldungen wurden vom Bozner Maler Joseph Anton Cusetti dem Jüngeren angebracht, der auch die gemalte Marmorierung der Pfeiler und die Bemalung der Wandflächen im Kirchenschiff geschaffen hat. Nach mehreren Reparaturen im 19. Jahrhundert wurde die Orgel 1907 von der Firma Anton Behmann aus Schwarzach in Vorarlberg ersetzt. Die heutige Orgel stammt von der Orgelbaufirma Manfred Mathis & Co. aus dem Jahr 1971.

### Innenraum
Das Kirchenschiff misst 25,5 × 15,3 m und ist 17,1 m hoch. Es wird von sechs Seitenaltären in nicht sehr tiefen Nischen flankiert. Zwischen ihnen gliedern hohe Pfeiler die Wände, die durch Kapitelle abgeschlossen werden, darüber verläuft ein auskragendes Gesims. Über diesem erhebt sich die Presbyteriumskuppel und das imposante Tonnengewölbe. Zwischen den jeweils zwei Pfeilern, die die Seitenkapellen voneinander trennen, sind Nischen und über diesen vier Oratorien eingebaut. Unter diesen befinden sich die kastenförmigen Beichtstühle. In dreien der Nischen stehen die Statuen der lateinischen Kirchenväter Ambrosius, Hieronymus und Gregor der Große von Caspar Schonger, in der vierten Nische befindet sich an der Nordwand die Kanzel, die 1780 von Andrea Filippini gestaltet wurde.

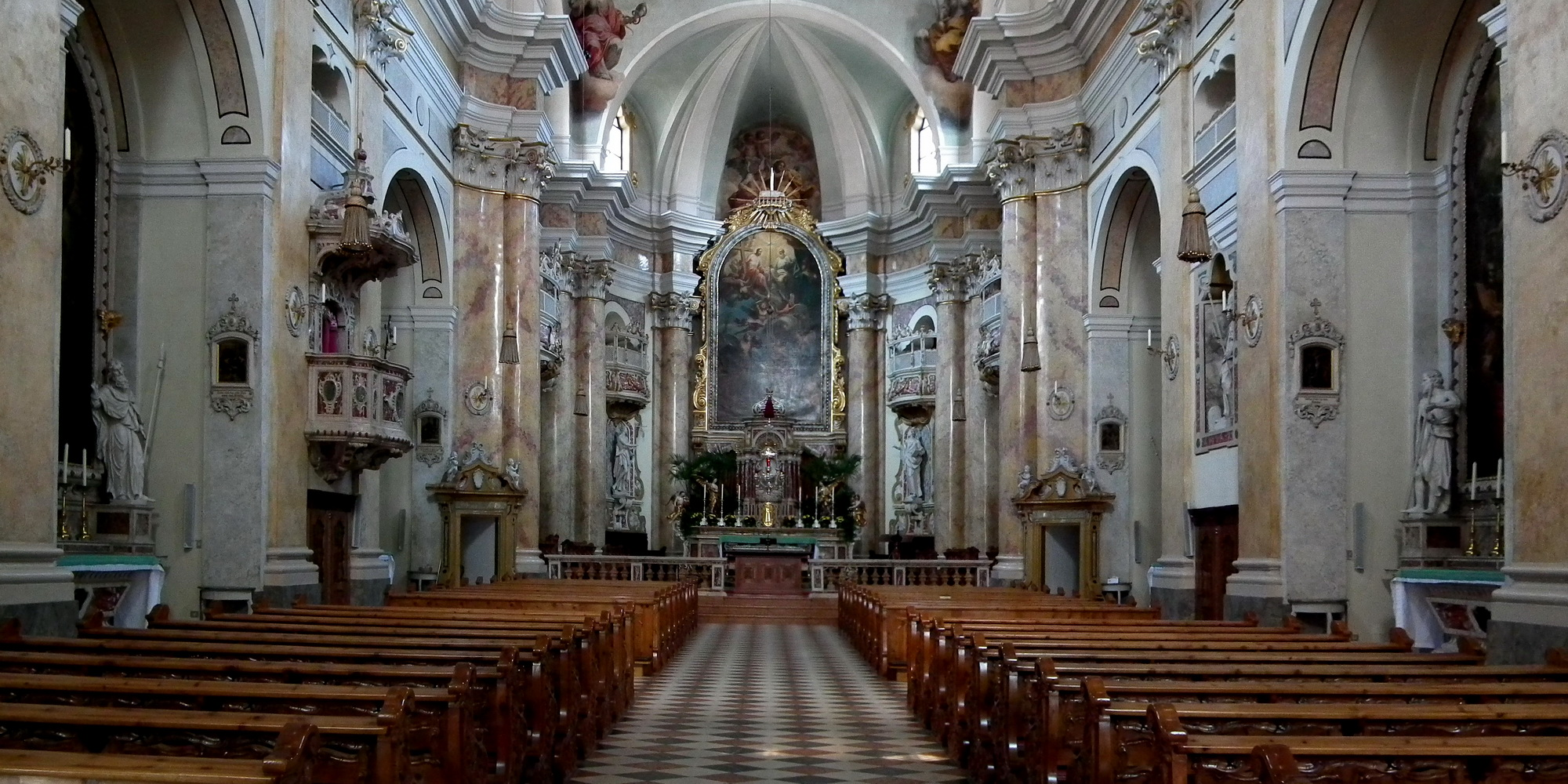
Innenraum der Stiftskirche

Ebenfalls von Filippini stammen die Seitenaltäre, die er aus Altären von geschlossenen Kirchen oder abgebrochenen Altären aus dem Trentino zusammensetzte; die beiden vorderen Seitenaltäre sind im originalen Zustand wieder aufgebaut worden. Zu beiden Seiten aller Altären stehen Apostelfiguren aus Holz von Caspar Schonger aus Kaltern. Die Altarbilder schuf Martin Knoller; sie stellen die Geburt Jesu, die Anbetung der Hl. Drei Könige, die Auferstehung Christi, Christi Himmelfahrt, die Herabkunft des Hl. Geistes und das Letzte Abendmahl dar (1795–1800). Auf dem Altar mit dem Bild der Geburt Jesu, das als erstes von Knoller fertiggestellt worden war und nach einer öffentlichen Ausstellung in Mailand am 20. Oktober 1795 in die Kirche gelangte, steht in einem Glasschrein aus vergoldetem Holz das Gnadenbild Maria Keller. Diese Holzstatue aus dem 15. Jahrhundert erhielt im 18. Jahrhundert eine Krone und ein Szepter, wurde neu gefasst und um die Figur des Jesuskindes ergänzt. Sie stammt aus der alten Pfarrkirche Unsere liebe Frau in Keller. Rechts neben dem Seitenaltar mit der Darstellung der Himmelfahrt Christi wurde die Grabplatte der Gründerin von Maria in der Au, Mathilde von Valley, in die Mauer eingelassen.
Die ursprünglichen Kreuzwegbilder von Michelangelo Unterberger, die aus dem aufgelassenen Kloster der Coelestinerinnen hierher transferiert wurden, befinden sich heute im Kloster. Sie wurden um 1906 durch neue Bilder ersetzt.

### Fresken

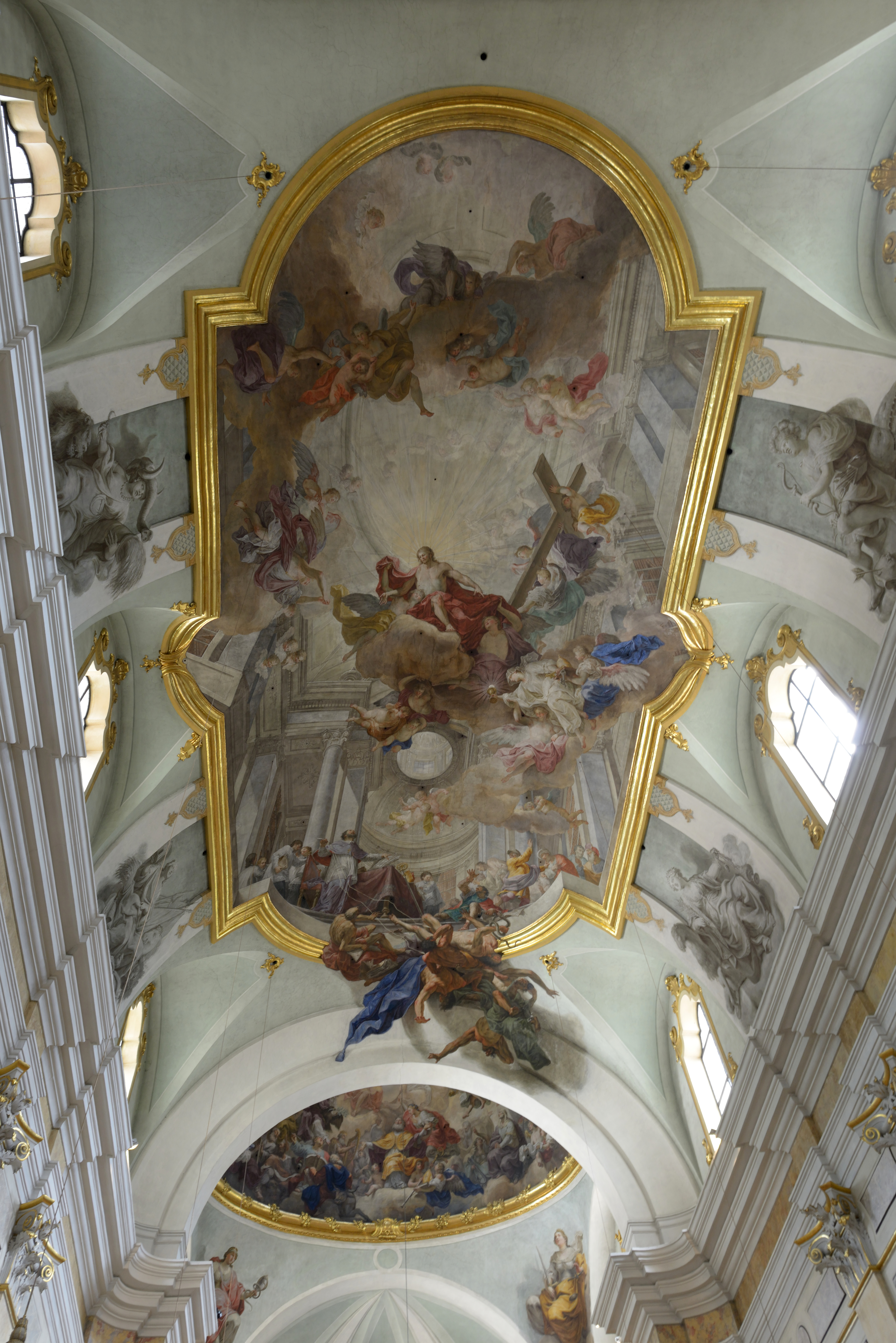
Deckenfresken von Martin Knoller

Die Deckenfresken der Kirche wurden 1771–1773 von Martin Knoller geschaffen und beziehen sich alle auf den hl. Augustinus, den Kirchenpatron. Über der Orgelempore ist die Bekehrung des hl. Augustinus zu sehen (1771).
Im Tonnengewölbe des Kirchenschiffs ist in vergoldetem Stuckrahmen Augustinus als Lehrer und Schriftsteller (1772) dargestellt. Die illusionistische Tiefenwirkung dieses Bildes, das in der Mitte durch die gemalte Scheinarchitektur weit nach oben weist, wird durch die nach unten, aus dem Rahmen hinaus stürzenden Häretiker, die von Blitzen aus der Feder des Heiligen getroffen werden, noch gesteigert. Die Mitte des Freskos nimmt Christus in der Herrlichkeit des Himmels ein, auf halber Höhe ist die Personifikation der Kirche mit konsekrierter Hostie in der Hand zu sehen. Die Maße des Deckenfreskos sind 23 × 9 m. Außerhalb des Stuckrahmens, aber direkt an das Mittelfresko anschließend, sind die Personifikationen der vier Kontinente Europa, Afrika, Amerika und Asien dargestellt.
In der Kuppel über dem Presbyterium stellte Knoller schließlich die Aufnahme des hl. Augustinus in den Himmel (1773) dar. Der Heilige wird von Caritas, der Gottesliebe, zur hl. Dreifaltigkeit emporgehoben. Im Himmel sind auch die Gestalten des Glaubens (eine gekrönte Frau mit der Sonne auf der Brust) und der Hoffnung (mit großem Anker) zu sehen. Neben Propheten und biblischen Gestalten bevölkern etwa 30 Figuren den Himmel, die Ordensgemeinschaften die nach der Regel des hl. Augustinus leben, symbolisieren. Zusammen mit den Engeln befinden sich 104 Figuren auf dem Fresko in der Kuppel. In den Zwickeln befinden sich Personifikationen der Kardinaltugenden Klugheit, Gerechtigkeit, Maß und Tapferkeit, die den Weg zum Himmel weisen.

### Presbyterium

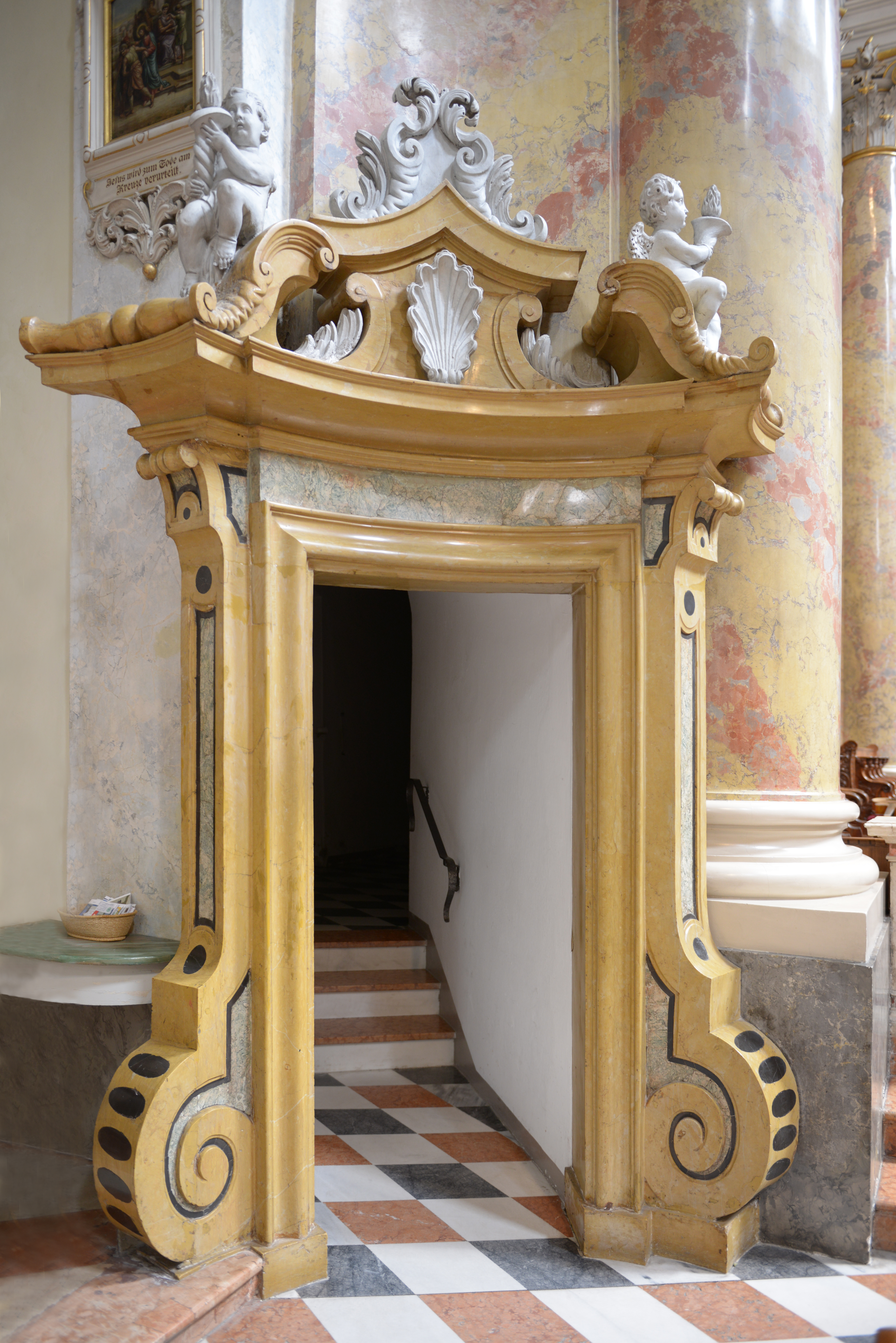
Spätbarockes Portal zur Sakristei

Das Presbyterium wird vom Kirchenschiff durch einen Triumphbogen und einer aus mehrfarbigen Marmorsäulchen bestehenden Kommunionbank abgetrennt. Zwei Seitenportale führen vom Presbyterium in die Seitengänge und in die Sakristei. Sie sind von geschwungenen Giebeln und elegant vorgewölbten, bauchigen balkonförmigen Oratorien überdacht, an denen rechts das Wappen des Kapitels und links das Wappen des Propstes Albert Prack, der die Kirche erbauen ließ, zu sehen sind. Zu beiden Seiten der Apsis stehen die beiden überlebensgroßen Statuen des Evangelisten Johannes und von Johannes dem Täufer. Sie sind die Nebenpatrone des Stiftes und wurden 1781 von Johann Schnegg vom Imsterberg geschaffen.
In der Apsis befindet sich der Hochaltar, den Andrea Filippini 1779 aus der Kirche des aufgehobenen Dominikanerklosters San Lorenzo in Trient nach Gries transferierte. Das Hochaltarbild stammt wiederum von Martin Knoller aus dem Jahr 1776. Es stellt den hl. Augustinus in ekstatischer Kontemplation des dreifaltigen Gottes dar, wobei ein Engel sein in Gottesliebe entflammtes Herz nach oben trägt. Ursprünglich hatte Knoller die Dreifaltigkeit als leuchtendes Dreieckssymbol gemalt, übermalte dieses aber 1802 auf Wunsch des Stiftes mit einer anthropomorphen Darstellung der Dreifaltigkeit.
Das Presbyterium misst 12 × 13,8 m. Bis zur Höhe des Gesimses ist es 10,5 m und von hier bis zum Kuppelscheitel weitere 10,5 m hoch.

### Sakristei und Betchor
Hinter der Apsis befindet sich die Sakristei, die durch die Portale sowohl im Kirchenschiff als auch im Presbyterium zugänglich ist. Hier hängt ein Selbstporträt Martin Knollers aus dem Jahr 1801. Die Schränke mit Holzeinlegearbeiten von 1757 stammen ursprünglich aus der Sakristei des Wallfahrtsortes Maria Weißenstein und gelangten nach dessen Säkularisation 1788 nach Gries.
Direkt über der Sakristei liegt der Gebetsraum für das Stundengebet der Mönche, der 1970 renoviert wurde. Er ist mit einem zweiteiligen Chorgestühl von 1721 ausgestattet, das aus der Dominikanerkirche in Bozen stammt. Das Altarbild mit der Darstellung der Kreuzabnahme Jesu wurde 1803 geschaffen und ist das letzte sakrale Werk Martin Knollers überhaupt. Zur Ausstattung gehört auch noch eine Orgel mit zehn Registern aus dem Jahr 1971.

### Glocken

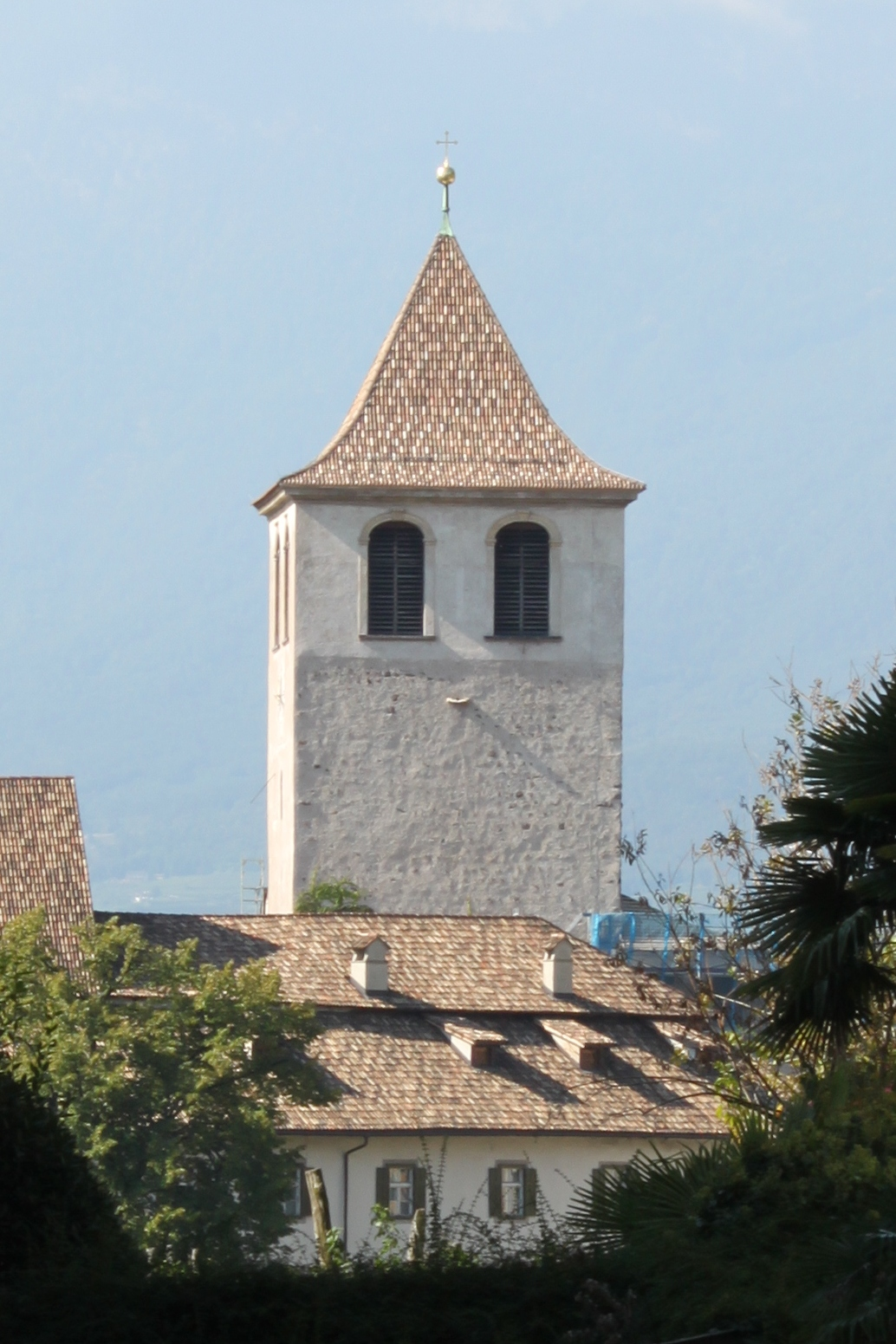
Glockenturm (ehemaliger Bergfried)

Der Glockenturm von Kirche und Kloster ist der ehemalige Bergfried der alten Burg Gries, die die Grafen von Tirol im 13. Jahrhundert errichtet hatten. Auf diesen setzte man im 16. Jahrhundert die Glockenstube auf, die sich an allen vier Seiten durch Rundbögen öffnet. Hier hängen zehn Glocken, darunter die Augustinusglocke von 1895 mit dem Schlagton as0, 2 Meter Durchmesser und 5026 kg Gewicht. Die übrigen Glocken wurden im Ersten Weltkrieg für Kriegszwecke eingeschmolzen und 1922 durch neue ersetzt. Die älteste Glocke des Stiftes ist das Stierglöcklein aus dem 14. Jahrhundert. Es stammt noch aus dem ursprünglichen Stift in der Au und wird heute im Klostermuseum aufbewahrt.

## Bibliothek und Archiv

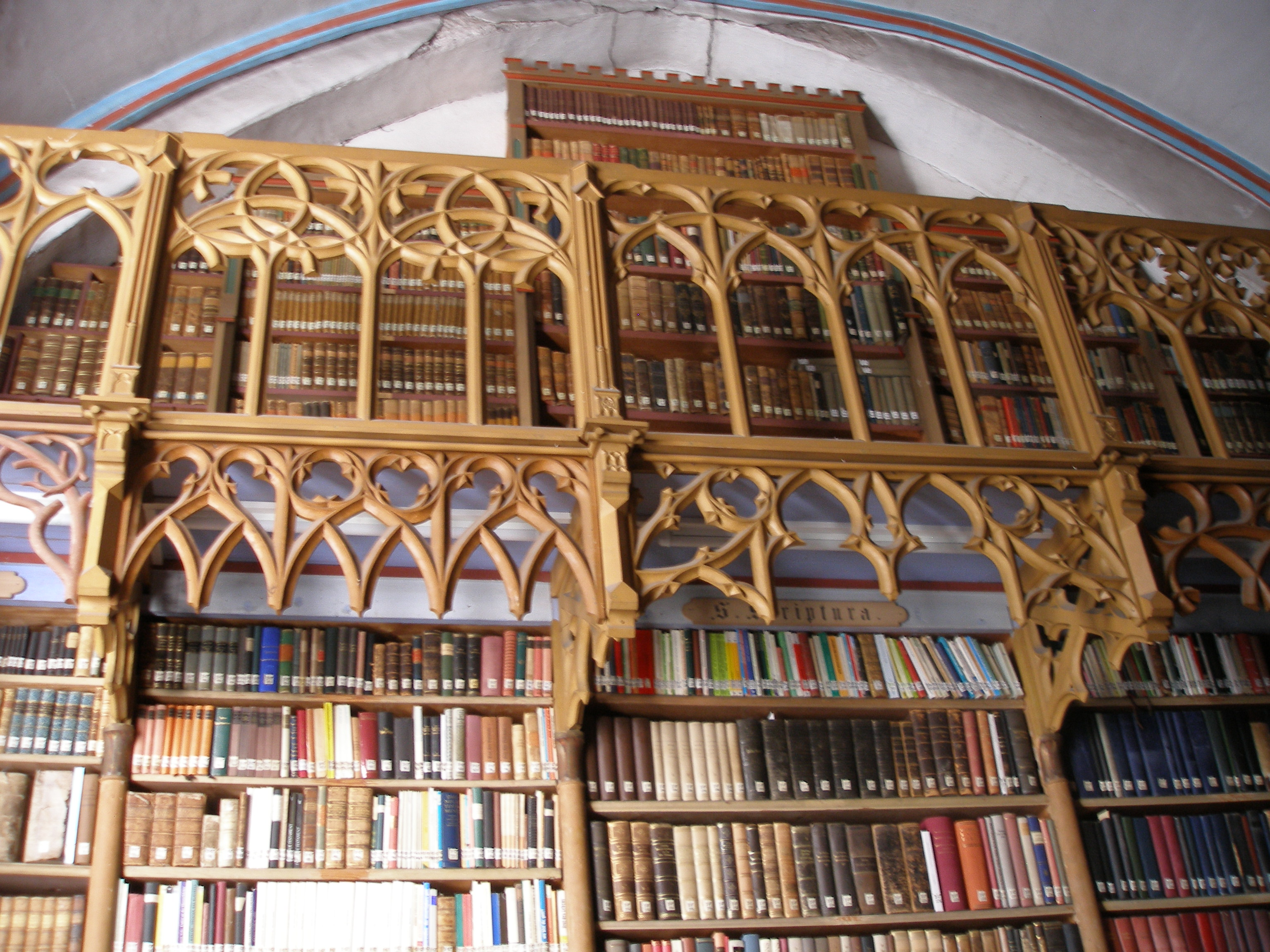
Bibliothek mit geschnitzter Balustrade

Die Abtei Muri-Gries verfügt über eine rund 70.000 Bände umfassende Klosterbibliothek und über ein reichhaltiges Archiv. Die Klosterbibliothek gehört der Arbeitsgemeinschaft Katholisch-Theologischer Bibliotheken (AKThB) an. Ein Sonderbestand des Archivs wird von der fast 5 Jahrzehnte umfassenden Fotosammlung von P. Ambros Trafojer (1891–1974) gebildet.

## Wirtschaftliche Tätigkeiten
Eine besondere Herausforderung stellte für die Abtei die Angliederung Südtirols an Italien infolge des Ersten Weltkriegs dar, was kurzzeitig sogar zu Überlegungen nach einem Rückzug in die Schweiz führte. Rasch konnte sich der Konvent aber auch unter den neuen Verhältnissen stabilisieren.
Aktuell führt die Abtei neben dem Hospiz in Muri eine im Jahr 1900 als „Stiftskellerei in Gries bei Bozen“ begründete, vor allem den örtlichen Lagrein kelternde Weinkellerei sowie ein Studentenheim (Haus St. Benedikt) in Gries. Außerdem besitzt das Grieser Kloster noch einige Hektar Obstwiesen (Äpfel). Die Klostergärtnerei wurde im Oktober 2023 geschlossen. Der aus dem späten 18. Jahrhundert stammende monumentale Klosterstadel an der Grieser Fagenstraße wurde 2022 unter Denkmalschutz gestellt.
Das Kollegium in Sarnen wurde 1984 an den Kanton übergeben, das zugehörige Internat 2000 geschlossen. An Stelle des Studentenheims St. Benedikt in Gries bestand bis in die 1990er ein Schülerheim.